# 莱欧德科
莱欧德科（法語：Les Hauts-de-Caux，法語發音：[le o də ko]）是法国诺曼底大区滨海塞纳省的一个市镇，属于鲁昂区。该市镇于2019年1月1日由原市镇欧特勒托和沃维尔莱邦合并而成，行政中心位于欧特勒托。

## 地名
“莱欧德科”（Les Hauts-de-Caux）一名在法语中意为“科地区的高地”。

## 地理
莱欧德科（49°39'8"N, 0°43'55"E）面积11.76 平方千米，位于法国诺曼底大区滨海塞纳省，该省份为法国北部沿海省份，其西部及北部濒大西洋英吉利海峡，东起顺时针与索姆省、瓦兹省、厄尔省和卡爾瓦多斯省接壤。
与莱欧德科接壤的市镇（或旧市镇、城区）包括：欧托勒瓦图瓦、罗克福尔、欧托圣叙尔皮斯、埃图特维尔、埃克托莱邦、邦勒孔特。
莱欧德科的时区为UTC+01:00、UTC+02:00（夏令时）。

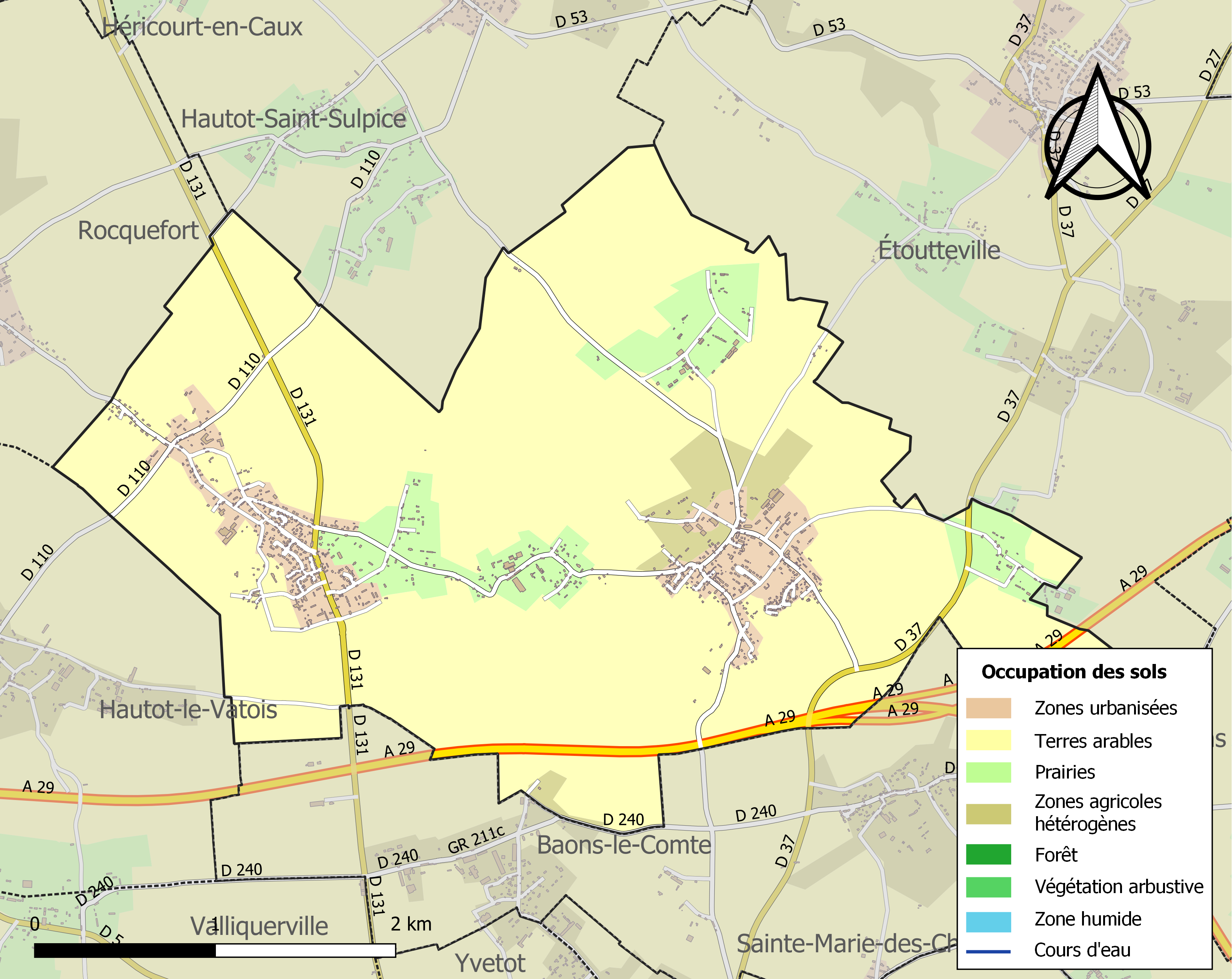
莱欧德科的OSM定位图

## 行政
莱欧德科的邮政编码为76190，INSEE市镇编码为76041。

## 政治
莱欧德科所属的省级选区为伊沃托县。

## 人口
莱欧德科于2022年1月1日时的人口数量为1342人。